# Liste des lieux patrimoniaux du comté de Prince Edward
Cet article recense les lieux patrimoniaux du comté de Prince Edward inscrits au répertoire des lieux patrimoniaux du Canada, qu'ils soient de niveau provincial, fédéral ou municipal.

## Liste
- Haut – A
- B
- C
- D
- E
- F
- G
- H
- I
- J
- K
- L
- M
- N
- O
- P
- Q
- R
- S
- T
- U
- V
- W
- X
- Y
- Z

| [ 1 ] | Lieu patrimonial             | Illustration                 | Adresse        | Coordonnées      | No    | Constr. | Prot.       | Rec. | Notes |
| ----- | ---------------------------- | ---------------------------- | -------------- | ---------------- | ----- | ------- | ----------- | ---- | ----- |
| F     | Hangar 77                    | Téléverser                   | BFC Trenton    | 44.07 -77.333    | 10151 | 1940    | ÉFP reconnu | 2003 |       |
| F     | Hangar 78                    | Téléverser                   | BFC Trenton    | 44.0705 -77.3322 | 10155 | 1940    | ÉFP reconnu | 2003 |       |
| F     | Hangar 80                    | Téléverser                   | BFC Trenton    | 44.0718 -77.3302 | 10156 | 1940    | ÉFP reconnu | 2003 |       |
| F     | Hangar 81                    | Téléverser                   | BFC Trenton    | 44.0718 -77.3302 | 10157 | 1940    | ÉFP reconnu | 2003 |       |
| F     | Hangar 82                    | Téléverser                   | BFC Trenton    | 44.0695 -77.3316 | 10159 | 1940    | ÉFP reconnu | 2003 |       |
| F     | Phare                        | Téléverser                   | Île Main Duck  | 43.9311 -76.6384 | 4747  | 1914    | ÉFP reconnu | 1989 |       |
| F     | Portage de la Baie de Quinte | Portage de la Baie de Quinte | Carrying Place | 44.0485 -77.5825 | 13814 |         | LHN         | 1929 |       |